# 梅納德 (阿肯色州)
梅納德（英語：Maynard）是一個位於美國阿肯色州蘭道夫縣的城鎮。

## 地理
梅納德的座標為36°25′06″N 90°54′08″W / 36.41833°N 90.90222°W，而該地的平均海拔高度為117米（即384英尺）。

## 人口
根據2020年美國人口普查的數據，梅納德的面積為3.03平方千米，皆為陸地。當地共有人口379人，而人口密度為每平方千米125人。